# 孙德胜
孙德胜（發音：[ton˧˧ ʔɗɨk̚˧˦ tʰaŋ˧˦]；1888年8月20日—1980年3月30日），他是越南共产党、越南民主共和国和越南社会主义共和国的主要缔造者和领导人之一。繼胡志明後任越南國家主席。

## 生平
孙德胜生于安江省龙川市，比胡志明年长2岁。早年即為忠誠的共產主義者。1912年去法国。1919年参加法国劳工总联合会。1920年回到越南，参加西贡市的地下工会运动。1926年参加越南青年革命同志会。1929年被法国殖民当局逮捕，判30年苦役并流放至昆仑岛监狱。在狱中创建党支部，加入印度支那共产党。1945年，八月革命爆发，孙德胜出狱，并担任南部抗日行政委员会委员。1946年任越南人民政府检察委员会委员长和中央爱国竞赛委员会主席。1949年当选越南国民大会常委会代主席。1950年被选为越中友协会长和越南保卫世界和平委员会主席。1951年当选越南国民联合战线全国委员会主席。1955年—1977年任祖国战线中央委员会主席团主席。在越党二大、三大、四大上均当选中央委员。
1960年7月至1969年9月任越南民主共和国副主席。1968年，越南劳动党主席兼国家主席胡志明因心脏病病重，无法处理国事，由孙德胜代行国家大事。1969年9月2日，胡志明因心脏病逝世，享年79岁。1969年9月胡志明去世后继任国家主席，与越南劳动党第一书记黎笋和政府总理范文同共掌权力。1975年5月，北越攻占南越首都，长达16年的越南战争结束，全国统一，改国号为越南社会主义共和国。1976年4月25日，越南进行南北统一以后的第一次普选，孙德胜再次选举为国家主席。1977年当选越南祖国阵线名誉主席。
1980年3月30日，孙德胜在河内因病逝世，享年92岁。
越南官方评价：孙德胜是越南革命的伟大领导者与实践者，越南民主共和国与越南社会主义共和国的伟大领袖。
1967年曾获列宁和平奖。 
他还担任过国防会议主席、国会常务委员会主席、政府检查委员会总检查长、祖国战线名誉主席、越南国民联合战线全国委员会主席、越南总工会名誉主席、越南少年儿童委员会名誉主席、世界和平理事会理事等职。越南胡志明市孫德勝大學以他命名。
| 官衔          | 官衔                                 | 官衔                       |
| ------------- | ------------------------------------ | -------------------------- |
| 前任： 胡志明 | 越南民主共和国主席 1969年-1976年     | 無 原因：越南统一          |
| 新頭銜        | 越南社会主义共和国主席 1976年-1980年 | 繼任： 阮友壽 （代理主席） |